# 宮竹貴久
宮竹 貴久（みやたけ たかひさ、1962年2月22日 - ）は、日本の生物学者。岡山大学大学院環境生命科学学域　教授。博士（理学）。大阪府出身。主に昆虫を材料とした行動生態学・進化生物学・昆虫生態学・応用昆虫学を研究している。

## 経歴
| 年   | 事柄                                                         |
| ---- | ------------------------------------------------------------ |
| 1977 | 高槻中学校卒業                                               |
| 1980 | 高槻高等学校卒業                                             |
| 1984 | 琉球大学農学部農学科卒業                                     |
| 1986 | 琉球大学大学院農学研究科昆虫学専攻修士課程修了               |
| 1987 | 沖縄県庁・職員（中部農業改良普及所勤務）                     |
| 1990 | 沖縄県農業試験場・研究員                                     |
| 1996 | 九州大学大学院理学研究科・博士（理学）学位取得               |
| 1997 | ロンドン大学 University College London・生物学部・客員研究員 |
| 2000 | 岡山大学農学部助教授                                         |
| 2005 | 岡山大学研究科環境学研究科・助教授                           |
| 2008 | 岡山大学大学院環境学研究科・教授                             |
| 2011 | 岡山大学大学院環境学研究科・副研究科長                       |
| 2013 | 岡山大学大学院環境生命科学研究科・専攻長                     |
| 2019 | 岡山大学農学部・副学部長                                     |
| 2023 | 岡山大学大学学術研究院環境生命自然科学学域・教授             |

## 受賞
2001
日本応用動物昆虫学会奨励賞
2002
日本生態学会 宮地賞
2010
日本応用動物昆虫学会賞
2016
日本動物行動学会 日高賞
2025
日本農学賞・読売農学賞

## 著書
- 『特殊害虫から日本を救え』集英社新書 2024.5 ISBN 978-4-08-721317-1[3]
- 『「死んだふり」で生きのびる：生き物たちの奇妙な戦略』岩波書店, 岩波科学ライブラリー314 2022.9.15 ISBN 978-4000297141 [4]
- 『世界自然遺産やんばる　希少生物の宝庫・沖縄島北部』共著、朝日新書 2021.7 ISBN 978-4-02-295075-8[5]
- 『したがるオスと嫌がるメスの生物学』集英社新書 2018.2 ISBN 978-4-08-721021-7[6]
- 『生命の不思議に挑んだ科学者たち』 山川出版社 2015.1 ISBN 978-4-634-15070-6[7]
- 『「先送り」は生物学的に正しい 究極の生き残る技術』 講談社+α新書 2014.3 ISBN 978-4-06-272839-3[8]
- 『昆虫生態学』 共著、朝倉書店 2014.3[9]
- 『行動生態学』 日本生態学会編 分担執筆 共立出版 2012.6
- 『恋するオスが進化する』 KADOKAWAメディアファクトリー新書、2011. ISBN 978-4-8401-4276-2[10]
- 『時間のすみわけによる生殖隔離、清水勇・大石正 編「リズム生態学」体内時計の多様性とその生態機能』 東海大学出版会、2009
- 『ウリミバエの体内時計を管理せよ！ －大量増殖昆虫の遺伝的虫室管理－ 伊藤嘉昭編「不妊虫放飼法：侵入害虫根絶の技術」』 海遊舎、2008

## TV
- BS NHK ビヨンド・ファーブル  ～生誕200年の新・昆虫記～ (2023/12/16)
- NHK ダーウィンが来た!　「ファーブルが来た! 昆虫新伝説」（2023/12/3)
- NHK サイエンスZERO（2023/04/23)
- BSテレ東　探求の階段（2023/01/14)[11]
- テレビ東京 探求の階段（2023/01/05)
- KSB News Park(2022/09/13)[12]
- 日曜日の初耳学(2021/08/08)[13]
- BSフジ ガリレオX(2020/07/26)[14]
- RNCニュース・エブリイ(2019/09/30）
- TBSテレビ・ビビット(2018/06/28)
- BSフジ ガリレオX(2016/07/24)
- NHK総合 へんてこ生物アカデミー(2016/04/01)
- BS日テレ 久米書店(2014/11/16)[15]
- フジテレビ ほんまでっか！？TV(2014/04/30)
- FNNニュース(2007/06/06)